# Silvija Miteva
Silvija Dimitrova Miteva (in bulgaro Силвия Димитрова Митева?; Ruse, 24 giugno 1986) è un'ex ginnasta bulgara.

## Carriera

### Senior
Nel 2009 partecipa ai Campionati mondiali di ginnastica ritmica 2009 di Mie, in Giappone, dove vince il bronzo al nastro.
Nel 2010 partecipa ai Campionati mondiali di ginnastica ritmica 2010 di Mosca, in Russia.
Nel 2011 vince tre medaglie d'argento alla World Cup di Sofia. Ai Campionati europei di ginnastica ritmica 2011 di Minsk, in Bielorussia, vince il bronzo al nastro. partecipa ai Campionati mondiali di ginnastica ritmica 2011 di Montpellier, in Francia, dove vince due bronzi a clavette e nastro.
Nel 2012 vince due medaglie d'argento alla World Cup di Sofia e un bronzo nell'all-around dietro a Daria Kondakova. Ai Giochi della XXX Olimpiade arriva ottava.
Nel 2013 al Grand Prix di Mosca arriva seconda dietro a Margarita Mamun nell'all-around, al nastro, alle clavette e terza a cerchio e palla. vince un argento all-around anche al Grand Prix di Holon. Alla Coppa del Mondo di Sofia arriva seconda dietro a Jana Kudrjavceva. Vince l'oro al nastro, l'argento a cerchio e palla (a pari merito con Neta Rivkin) e il bronzo alle clavette. Alla Coppa del Mondo di Minsk arriva quinta dietro a Son Yeon Jae e terza alla palla. Ai Campionati europei di ginnastica ritmica 2013 vince due bronzi a palla e nastro. Alla XXVII Universiade a Kazan' vince il bronzo al nastro. Alla Coppa del Mondo di San Pietroburgo arriva ancora quinta sempre dietro a Son Yeon Jae e vince un bronzo alla palla. Ai Campionati mondiali di ginnastica ritmica 2013 di Kiev arriva quarta alla palla, sesta al nastro, ottava a clavette e cerchio e nona nell'all-around. Al Grand Prix di Brno arriva quarta nell'all-around e seconda al nastro.
Nel Novembre del 2013 annuncia il suo ritiro. Ora lavora come allenatrice in Azerbaijan.

## Palmarès

### Campionati mondiali
| Anno | Città       | Risultato | Specialità |
| ---- | ----------- | --------- | ---------- |
| 2009 | Mie         | Bronzo    | Nastro     |
| 2011 | Montpellier | Bronzo    | Clavette   |
| 2011 | Montpellier | Bronzo    | Nastro     |

### Campionati europei
| Anno | Città  | Risultato | Specialità |
| ---- | ------ | --------- | ---------- |
| 2011 | Minsk  | Bronzo    | Nastro     |
| 2013 | Vienna | Bronzo    | Palla      |
| 2013 | Vienna | Bronzo    | Nastro     |

### Giochi mondiali
| Anno | Città     | Risultato | Specialità |
| ---- | --------- | --------- | ---------- |
| 2009 | Kaohsiung | Bronzo    | Cerchio    |

### Universiadi
| Anno | Città  | Risultato | Specialità |
| ---- | ------ | --------- | ---------- |
| 2013 | Kazan' | Bronzo    | Nastro     |

### Coppa del mondo
| Anno | Città            | Risultato | Specialità |
| ---- | ---------------- | --------- | ---------- |
| 2009 | Kiev             | Bronzo    | All-Around |
| 2009 | Kiev             | Bronzo    | Cerchio    |
| 2009 | Kiev             | Argento   | Palla      |
| 2010 | Debrecen         | Bronzo    | Cerchio    |
| 2010 | Portimão         | Bronzo    | Cerchio    |
| 2010 | Calamata         | Argento   | All-Around |
| 2010 | Calamata         | Oro       | Palla      |
| 2010 | Corbeil-Essonnes | Argento   | All-Around |
| 2010 | Corbeil-Essonnes | Bronzo    | Fune       |
| 2010 | Corbeil-Essonnes | Argento   | Cerchio    |
| 2010 | Corbeil-Essonnes | Oro       | Palla      |
| 2010 | Corbeil-Essonnes | Bronzo    | Nastro     |
| 2011 | Pesaro           | Bronzo    | Clavette   |
| 2011 | Calamata         | Oro       | Clavette   |
| 2011 | Calamata         | Argento   | Nastro     |
| 2011 | Portimão         | Bronzo    | Clavette   |
| 2011 | Kiev             | Bronzo    | Cerchio    |
| 2011 | Kiev             | Argento   | Palla      |
| 2011 | Kiev             | Bronzo    | Nastro     |
| 2011 | Sofia            | Argento   | All-Around |
| 2011 | Sofia            | Argento   | Cerchio    |
| 2011 | Sofia            | Argento   | Palla      |
| 2011 | Sofia            | Argento   | Clavette   |
| 2011 | Sofia            | Argento   | Nastro     |
| 2012 | Kiev             | Argento   | Nastro     |
| 2012 | Pesaro           | Bronzo    | Nastro     |
| 2012 | Sofia            | Argento   | All-Around |
| 2012 | Sofia            | Argento   | Cerchio    |
| 2012 | Sofia            | Argento   | Clavette   |
| 2013 | Sofia            | Argento   | All-Around |
| 2013 | Sofia            | Argento   | Cerchio    |
| 2013 | Sofia            | Argento   | Palla      |
| 2013 | Sofia            | Bronzo    | Clavette   |
| 2013 | Sofia            | Oro       | Nastro     |
| 2013 | Minsk            | Bronzo    | Palla      |
| 2013 | San Pietroburgo  | Bronzo    | Palla      |